# Cantone di Midi Corrézien
Il Cantone di Midi Corrézien è una divisione amministrativa dell'arrondissement di Tulle e dell'arrondissement di Brive-la-Gaillarde.
È stato costituito a seguito della riforma approvata con decreto del 24 febbraio 2014, che ha avuto attuazione dopo le elezioni dipartimentali del 2015.

## Composizione
Comprende i 34 comuni di:
- Albignac
- Astaillac
- Aubazines
- Beaulieu-sur-Dordogne
- Beynat
- Bilhac
- Branceilles
- Brivezac
- La Chapelle-aux-Saints
- Chauffour-sur-Vell
- Chenailler-Mascheix
- Collonges-la-Rouge
- Curemonte
- Lagleygeolle
- Lanteuil
- Ligneyrac
- Liourdres
- Lostanges
- Marcillac-la-Croze
- Ménoire
- Meyssac
- Noailhac
- Nonards
- Palazinges
- Le Pescher
- Puy-d'Arnac
- Queyssac-les-Vignes
- Saillac
- Saint-Bazile-de-Meyssac
- Saint-Julien-Maumont
- Sérilhac
- Sioniac
- Tudeils
- Végennes